# Spilogona novaesibiriae
Spilogona novaesibiriae är en tvåvingeart som först beskrevs av Frey 1915.  Spilogona novaesibiriae ingår i släktet Spilogona och familjen husflugor. Inga underarter finns listade i Catalogue of Life.